# Brooks River
Der Brooks River ist ein Fluss im Südwesten des US-Bundesstaats Alaska und eine der Hauptattraktionen des Katmai-Nationalparks.

## Verlauf
Der Brooks River verläuft im Osten der Alaska-Halbinsel. Er bildet den 2,7 km langen Abfluss des Lake Brooks zum Naknek Lake. Er fließt vom nordöstlichen Ende des Lake Brooks zum nahe gelegenen Naknek Lake. Er überwindet dabei ein Gefälle von etwa 6 m. Er fließt anfangs etwa einen Kilometer nach Norden und wendet sich anschließend nach Südosten. Knapp unterhalb der Wende bei Flusskilometer 1,6 befinden sich die Brooks Falls (⊙), ein 40 m breiter und 2 m hoher Wasserfall. In der Folge weist der Brooks River noch fünf Flussbiegungen auf, bevor er sich verbreitert und in den Naknek Lake mündet. 150 m oberhalb der Mündung befindet sich eine Fußgängerholzbrücke, die Brooks River Bridge (⊙). Nördlich der Mündung befindet sich am Seeufer des Naknek Lake das Brooks Camp, eine Ansammlung von Übernachtungshütten, sowie ein Landeplatz für Wasserflugzeuge, die Lake Brooks Seaplane Base (IATA: BKF), ein Ausgangspunkt für Touren ins Valley of Ten Thousand Smokes. 

## Fauna und Tourismus
Das Gebiet ist für Touristen per Wasserflugzeug erreichbar. Am Flusslauf befinden sich nahe den Brooks Falls zwei Beobachtungsplattformen. Eine weitere Beobachtungsplattform befindet sich am südlichen Ende der Brooks River Bridge. In den Sommermonaten Juni bis September, insbesondere im Juli und im September, wird der Fluss von Rotlachsen zum Laichen aufgesucht. Weitere Fische im Fluss sind Regenbogenforelle und Wandersaibling. Die Fische locken Braunbären an, die die Fische fressen, um sich ihren Winterspeck aufzubauen. Ein beliebter Beobachtungspunkt der Bären bilden die Brooks Falls. Seit 2014 wird Ende September / Anfang Oktober die "Fat Bear Week" veranstaltet. Dabei findet eine Online-Abstimmung zur Kür des „Lieblingsbären“ statt.

## Namensgebung
Der Fluss erhielt seinen Namen in Anlehnung an den oberstrom gelegenen See, der 1919 von R. F. Griggs von der National Geographic Society zu Ehren von Alfred Hulse Brooks (1871–1924), Chef-Geologe des USGS für Alaska, benannt wurde.